# Knafelj
Knafelj je priimek v Sloveniji, ki ga je po podatkih Statističnega urada Republike Slovenije na dan 1. januarja 2010 uporabljalo 79 oseb.

## Znani nosilci priimka
- Ivor Knafelj - Plueg, glasbeni producent?
- Janez Knafelj (1896—1961), duhovnik v Argentini
- Jernej Knafelj, prostestantski pridigar v 16. stol. ("Bogovec Jernej")
- Luka Knafelj (1621—1671), duhovnik, mecen (Knafljeva ustanova)
- Tomaž Knafelj (*1972), deskar na snegu in smučarski skakalec